# Kamenný kvítek
Kamenný kvítek (rusky Сказ о каменном цветке) je balet Sergeje Prokofjeva o třech jednáních a osmi obrazech podle námětu stejnojmenné pohádky Pavla Petroviče Bažova.

## Historie
Jeho premiéra se konala ve Velkém divadle v Moskvě 12. února 1954, necelý rok po skladatelově smrti.
V Československu balet poprvé uvedlo Státní divadlo v Ostravě v úpravě a choreografii Emericha Gabzdyla. Premiéra se konala 17. května 1958.

## Postavy
- Danila, brusič kamenů
- Kateřina, jeho nevěsta
- Paní Měděné hory
- Severjan ,správce
- Ohníček
- kameny, krystaly, lid, přátelé

## Obsah
Příběh vypráví o lásce Kateřiny a Danila. Danila je brusič kamenů a je zaujat myšlenkou vytvořit malachitovou vázu, která by byla jako "živá". Nemůže toho však dosáhnout, proto touží po kamenném kvítku, který by jeho dílo "oživil".

### I. jednání
V Danilově domě je vše připraveno k zásnubám s Kateřinou. Dívky tančí chorovod a blahopřejí nevěstě. Danila pak tančí sám a přidávají se k němu ostatní chlapci. Tanec je přerušen příchodem Severjana, který přišel pro malachitovou vázu. Danila mu ale odmítá dát své nedokončené dílo. Dochází proto mezi nimi k hádce a Severjan se vrhá na Danilu s bičem, Kateřina ho chrání. Severjan se vrhá i na dívku, což probudilo hněv chlapců. Hosté odcházejí, s nimi i Kateřina. Danila nenachází klid, chce najít zázračný kamenný kvítek. Tu se mu zjeví Paní Měděné hory, a láká ho do svého království.
Brána u jejího království se otevírá.
Paní Měděné hory ukazuje Danilovi své poklady. Danila jako užaslý hledí na kamenný kvítek a obdivuje ho.

### II. jednání
Mnoho času uběhlo od Danilova zmizení. Kateřina nevěří, že zemřel a chce jít Danilu hledat.
Kateřina přijde na jarmark kam přichází i Severjan. Chce Kateřinu odvléct z pouti. To se nelíbí lidem a chtějí mu v tom zabránit. Severjan se na ně obrací s bičem. Najednou se před ním objevuje Paní Měděné hory. Severjan se najednou nemůže hnout z místa. Když se konečně odlepí, musí následovat zjevení, které mu kyne.
Panovnice vylákala Severjana do hor. Prosí marně omilost. Znovu se nemůže hnout. Na znamení Paní Měděné hory se otevírá země, která Severjana pohltí.

### III. jednání
Na cestě za Danilou přijde Kateřina do lesa. Rozdělá ohníček. Z plamenů náhle vyskočí dívka - Ohníček a nutí Kateřinu aby jí následovala.
Danila konečně vytvořil kamenný kvítek, který ukazuje panovnici. Ta však tuší, že ji Danila opustí, ale ona chce, aby u ní zůstal. Proto Paní Měděné hory promění Danila v kámen. Přichází Ohníček a Kateřina. Dívka prosí Paní Měděné hory aby jí vydala Danilu. Panovnice jí ukazuje zkamenělého mládence. Kateřina v bezmezné lásce objímá sochu. Paní Měděné hory je dojata a Danilu osvobodí.